# Denver Diamonds
Denver Diamonds war ein US-amerikanisches Frauenfußball-Franchise mit Sitz in Northglenn, Colorado. Das Team nutzte für seine Heimspiele den Gates Soccer Complex in Centennial.

## Geschichte
Das Franchise stieg zur Saison 1996 in den Spielbetrieb der USL W-League ein. Gleich in der Debütspielzeit setze man sich mit 24 Punkten in der West Region oben fest und schaffte es so in die Playoffs, dort gewann man auch mit 3:0 gegen die Chicago Cobras, spielte danach in den weiteren Runden aus unbekannten Gründen nicht weiter. Ähnlich passierte es auch in der Folgesaison als man mit 22 Punkten sich den Zweiten Platz in der Division sicherte in den Playoffs aber nicht antreten konnte, weil kein vollständiges Team zusammengestellt werden konnte. Dieses wurden dort dann von den Norcal Shockwaves ersetzt. Es dauerte danach weiter bis zur Saison 1999, bis es schließlich mal wieder in die Playoffs ging, diesmal als Zweiter war nach einer 0:1-Niederlage gegen die Cobras aus Chicago aber schon wieder Ende. Die Saison 2000 war dann die letzte in der Liga und das Team trat in der nächsten Saison nicht mehr an.
Nach einem Jahr Pause stieg man zur Saison 2002 in den Spielbetrieb der WPSL ein. Hier reichte es in der Saison 2004 trotz eine 3-Punkte Strafe wegen Nichtantritts für die Playoffs. Hier reichte es am Ende für den dritten Platz nach einem 2:1-Sieg über die Utah Spiders. In der nächsten Saison pausierte das Franchise aber erst einmal seinen Spielbetrieb und kehrte zur Saison 2006 zurück. Hier gelang der Erste Platz in der nur drei Mannschaften umfassenden Southwest Conference, wo man aber in den Playoffs es nur bis ins Conference Final schaffte, wo man den San Diego WFC SeaLions mit 0:1 unterlag. Auch in der Folgesaison gewann man hier wieder die Regular Season, schied gegen Tampa Bay Elite aber schon in der ersten Runde mit 1:2 aus.
Die nächsten beiden Spielzeiten verliefen danach ohne Playoff-Teilnahme ab und schließlich wurde das Franchise nach der Saison 2009 auch aufgelöst.